# Cocotropus keramaensis
Cocotropus keramaensis är en fiskart som beskrevs av Imamura och Wataru Shinohara 2003. Cocotropus keramaensis ingår i släktet Cocotropus och familjen Aploactinidae. Inga underarter finns listade i Catalogue of Life.